# Stazione di Vigliano d’Asti
Stazione di Vigliano d'Asti vasútállomás Olaszországban, Vigliano d’Asti településen.

## Vasútvonalak
Az állomást az alábbi vasútvonalak érintik:
- Asti–Genova-vasútvonal

## Kapcsolódó állomások
A vasútállomáshoz az alábbi állomások vannak a legközelebb:
- Stazione di Mongardino (Stazione di Asti, Asti–Genova-vasútvonal)
- Stazione di Montegrosso (Stazione di Genova Brignole, Asti–Genova-vasútvonal)